# Commonwealth Games 2006/Boxen
Bei den 18. Commonwealth Games 2006 in der australischen Metropole Melbourne fanden elf Wettbewerbe im Boxen statt.
Austragungsort war das Melbourne Exhibition Centre.

## Leichtfliegengewicht (bis 48 kg)
| Platz | Land | Sportler       |
| ----- | ---- | -------------- |
| 1     | NAM  | Jafet Uutoni   |
| 2     | AUS  | Darran Langley |
| 3     | SWZ  | Simanga Shiba  |
| 3     | WAL  | Mohammed Nasir |

Finale:
25. März 2006, 19:00 Uhr

## Fliegengewicht (bis 51 kg)
| Platz | Land | Sportler       |
| ----- | ---- | -------------- |
| 1     | ENG  | Don Broadhurst |
| 2     | RSA  | Jackson Chalke |
| 3     | IND  | Jitender Kumar |
| 3     | UGA  | Martin Mubiru  |

Finale:
25. März 2006, 15:00 Uhr

## Bantamgewicht (bis 54 kg)
| Platz | Land | Sportler       |
| ----- | ---- | -------------- |
| 1     | IND  | Akhil Kumar    |
| 2     | MRI  | Louis Julie    |
| 3     | NGR  | Nestor Bolum   |
| 3     | BOT  | Mmoloki Nogeng |

Finale: 25. März 2006, 19:15 Uhr

## Federgewicht (bis 57 kg)
| Platz | Land | Sportler        |
| ----- | ---- | --------------- |
| 1     | ENG  | Stephen Smith   |
| 2     | PAK  | Lassi Mehrullah |
| 3     | AUS  | Luke Jackson    |
| 3     | WAL  | Darren Edwards  |

Finale: 25. März 2006, 15:15 Uhr

## Leichtgewicht (bis 60 kg)
| Platz | Land | Sportler            |
| ----- | ---- | ------------------- |
| 1     | ENG  | Frankie Gavin       |
| 2     | MRI  | Giovanni Frontin    |
| 3     | KEN  | Charles Menya       |
| 3     | AUS  | Leonardo Zappavigna |

Finale: 25. März 2006, 19:40 Uhr

## Halbweltergewicht (bis 64 kg)
| Platz | Land | Sportler             |
| ----- | ---- | -------------------- |
| 1     | ENG  | Jamie Cox            |
| 2     | LES  | Moses Kopo           |
| 3     | WAL  | Jamie Crees          |
| 3     | KEN  | Black Moses Mathenge |

Finale: 25. März 2006, 15:40 Uhr

## Weltergewicht (bis 69 kg)
| Platz | Land | Sportler        |
| ----- | ---- | --------------- |
| 1     | RSA  | Bongani Mwelase |
| 2     | IND  | Vijender Kumar  |
| 3     | ENG  | Neil Perkins    |
| 3     | NGR  | Olufemi Ajayi   |

Finale: 25. März 2006, 20:05 Uhr

## Mittelgewicht (bis 75 kg)
| Platz | Land | Sportler         |
| ----- | ---- | ---------------- |
| 1     | AUS  | Jarrod Fletcher  |
| 2     | CAN  | Adonis Stevenson |
| 3     | SAM  | Warren Fuiava    |
| 3     | ENG  | James Degale     |

Finale: 25. März 2006, 16:05 Uhr

## Leichtschwergewicht (bis 81 kg)
| Platz | Land | Sportler           |
| ----- | ---- | ------------------ |
| 1     | SCO  | Kenneth Anderson   |
| 2     | NGR  | Adura Olalehin     |
| 3     | KEN  | Joshua Mankonjio   |
| 3     | AUS  | Benjamin McEachran |

Finale: 25. März 2006, 20:30 Uhr

## Schwergewicht (bis 91 kg)
| Platz | Land | Sportler          |
| ----- | ---- | ----------------- |
| 1     | AUS  | Bradley Pitt      |
| 2     | IND  | Harpreet Singh    |
| 3     | GHA  | Awusone Yekeni    |
| 3     | BAR  | Anderson Emmanuel |

Finale: 25. März 2006, 16:30 Uhr

## Superschwergewicht (über 91 kg)
| Platz | Land | Sportler         |
| ----- | ---- | ---------------- |
| 1     | ENG  | David Price      |
| 2     | WAL  | Kevin Evans      |
| 3     | AUS  | Steven Rudic     |
| 3     | IND  | Varghese Johnson |

Finale: 25. März 2006, 20:55 Uhr

## Medaillenspiegel
| Platz | Land       | Gold | Silber | Bronze | Gesamt |
| ----- | ---------- | ---- | ------ | ------ | ------ |
| 1     | England    | 5    | 1      | 2      | 8      |
| 2     | Australien | 2    | -      | 4      | 6      |
| 3     | Indien     | 1    | 2      | 2      | 5      |
| 4     | Südafrika  | 1    | 1      | -      | 2      |
| 5     | Namibia    | 1    | -      | -      | 1      |
| 5     | Schottland | 1    | -      | -      | 1      |
| 7     | Mauritius  | -    | 2      | -      | 2      |
| 8     | Wales      | -    | 1      | 3      | 4      |
| 9     | Nigeria    | -    | 1      | 2      | 3      |
| 10    | Kanada     | -    | 1      | -      | 1      |
| 10    | Lesotho    | -    | 1      | -      | 1      |
| 10    | Pakistan   | -    | 1      | -      | 1      |
| 13    | Kenia      | -    | -      | 3      | 3      |
| 14    | Barbados   | -    | -      | 1      | 1      |
| 14    | Botswana   | -    | -      | 1      | 1      |
| 14    | Ghana      | -    | -      | 1      | 1      |
| 14    | Samoa      | -    | -      | 1      | 1      |
| 14    | Swasiland  | -    | -      | 1      | 1      |
| 14    | Uganda     | -    | -      | 1      | 1      |